# Old Times
Old Times is de negentiende aflevering van het vijftiende seizoen van de televisieserie ER, die voor het eerst werd uitgezonden op 12 maart 2009.

## Verhaal
Dr. Carter wacht in een ander ziekenhuis in Chicago op een niertransplantatie, hij krijgt dan onverwachts bezoek van zijn oude mentor dr. Benton die in dit ziekenhuis werkzaam is. 
In een ziekenhuis in Seattle ligt iemand op sterven die een donorcodicil heeft. Dr. Rasgotra en Taggart worden daarheen gestuurd voor het ophalen van een donorhart en donornier. Daar worden zij ontvangen door oude werknemers van het ziekenhuis in Chicago, namelijk dr. Ross en Hathaway. Na lang wachten krijgen zij uiteindelijk hun donororganen mee en spoeden zich weer terug naar Chicago. Het donorhart is voor de moeder die in het ziekenhuis aan een hart-longmachine ligt en de donornier is voor dr. Carter. In Chicago aangekomen wordt de donorhart met spoed naar de moeder gebracht voor een transplantatie en de donornier wordt naar dr. Carter gebracht, uiteindelijk kunnen zij allebei gered worden. 
Dr. Banfield ontfermt zich over een achtergelaten baby op de SEH. 
Dr. Gates en dr. Wade ontfermen zich over een oudere patiënte met multiple sclerose, zij heeft een man die geen afscheid van haar kan nemen.

## Rolverdeling

### Hoofdrollen
- Noah Wyle - Dr. John Carter
- George Clooney - Dr. Doug Ross
- Eriq La Salle - Dr. Peter Benton
- Parminder Nagra - Dr. Neela Rasgrota
- John Stamos - Dr. Tony Gates
- Scott Grimes - Dr. Archie Morris
- David Lyons - Dr. Simon Brenner
- Angela Bassett - Dr. Cate Banfield
- Shiri Appleby - Dr. Daria Wade
- Bresha Webb - Dr. Laverne St. John
- Linda Cardellini - verpleegster Samantha Taggart
- Julianna Margulies - verpleegster Carol Hathaway
- Laura Cerón - verpleegster Chuny Marquez
- Yvette Freeman - verpleegster Haleh Adams
- Emily Wagner - ambulancemedewerker Doris Pickman
- Troy Evans - Frank Martin
- Tara Karsian - Liz Dade

### Gastrollen (selectie)
- Susan Sarandon - Nora
- Ernest Borgnine - Paul Manning
- Beverly Polcyn - Marjorie Manning
- Christian Clemenson - Dr. Kurtag
- Thomas Kopache - Dr. Stofsky
- Wayne Wilderson - Dr. Claypool
- Hedy Burress - Joanie Moore
- Ariel Winter - Lucy Moore
- Rooney Mara - Megan
- Nicole J. Butler - Kay Schumaker